# 19 (album)
 For alternative betydninger, se 19 (flertydig). (Se også artikler, som begynder med 19)
19 er debutalbummet fra den britiske sangerinde Adele. Det blev udgivet den 28. januar 2008 via XL Recordings. Efter Adele dimitterede fra BRIT School for Performing Arts & Technology i maj 2006 begyndte hun at udgive sange og indspillede en demo med tre numre til et klasseprojekt og gav det til en ven. Vennen lagde demoen på Myspace, hvor den blev meget succesfuld, hvilket ledte til pladeselskabet XL Recordings' interesse. Dette gjorde at Adele kunne underskrive en pladekontrakt med selskabet og sang vokal for Jack Peñate. Under indspilningen med af Peñates sang mødte hun produceren Jim Abbiss, der senere kom til at producere størstedelen af hendes debut.
Adele skrev det mest af albummets materiale alene, men arbejdede med en lille gruppe sangskrivere og producere, inklusive Jim Abbiss, Eg White og Sacha Skarbek. Deres samarbejde skabte et blue-eyed soulalbum med tekster der beskriver hjertesorger og kærlighedsforhold. Ved udgivelsen modtog 19 generelt positiv reaktioner blandt musikanmelderne, der roste sangeren vokaler, og skrev at hun havde "potentiale til at blive blandt de mest respekterede og inspirerende kunstnere i hendes generation." 19 var nomineret og vandt adskillige priser heriblandt en Mercury Prize og Grammy Award for bedste nye kunstner. Den anden single, "Chasing Pavements" vandt også Grammy for Bedste Vokale Pop-Præstation af en Kvinde ved Grammy Awards 2009.
Der blev udgivet i alt fire singler fra albummet, hvor "Chasing Pavements" og "Make You Feel My Love" nåede ind i Top 10 på UK Singles Chart og førstnævnte blev Adeles første sang på Billboard Hot 100-hitlisten. 19 debuterede som nummer 1 på UK Albums Chart, og blev certificeret syv gange platin af British Phonographic Industry (BPI) me over 2 millioner solgte eksemplarer i hjemlandet. Albummet toppede som nummer 4 på den amerikanske Billboard 200 i 2012, og det har solgte over 3 millioner eksemplarer i USA og et estimeret 7 millioner eksemplarer på verdensplan.

## Spor
| 1.    | "Daydreamer"             | 3:41 |
| 2.    | "Best for Last"          | 4:19 |
| 3.    | "Chasing Pavements"      | 3:31 |
| 4.    | "Cold Shoulder"          | 3:12 |
| 5.    | "Crazy for You"          | 3:28 |
| 6.    | "Melt My Heart to Stone" | 3:24 |
| 7.    | "First Love"             | 3:10 |
| 8.    | "Right as Rain"          | 3:17 |
| 9.    | "Make You Feel My Love"  | 3:32 |
| 10.   | "My Same"                | 3:16 |
| 11.   | "Tired"                  | 4:19 |
| 12.   | "Hometown Glory"         | 4:31 |
| 43:40 |                          |      |

## Hitlister
| Hitliste (2008–16)              | Højeste placering |
| ------------------------------- | ----------------- |
| Australian Albums Chart         | 3                 |
| Austrian Albums Chart           | 29                |
| Belgian Albums Chart (Flanders) | 9                 |
| Belgian Albums Chart (Wallonia) | 38                |
| Brazilian Albums Chart          | 5                 |
| Canadian Albums Chart           | 4                 |
| Czech Albums Chart              | 10                |
| Danish Albums Chart             | 14                |
| Dutch Albums Chart              | 1                 |
| Finnish Albums Chart            | 26                |
| French Albums Chart             | 15                |
| German Albums Chart             | 15                |
| German Independent Chart        | 6                 |
| Greek Albums Chart              | 12                |
| Hungarian Albums Chart          | 25                |
| Irish Albums Chart              | 2                 |
| Italian Albums Chart            | 20                |
| Mexican Albums Chart            | 35                |
| Japanese Albums Chart           | 38                |
| New Zealand Albums Chart        | 3                 |
| Norwegian Albums Chart          | 7                 |
| Polish Albums Chart             | 9                 |
| Portuguese Albums Chart         | 27                |
| Russian Albums Chart            | 15                |
| Scottish Albums Chart           | 1                 |
| Spanish Albums Chart            | 5                 |
| Swedish Albums Chart            | 11                |
| Swiss Albums Chart              | 15                |
| UK Albums Chart                 | 1                 |
| US Billboard 200                | 4                 |

| Hitliste (2008)                          | Placering |
| ---------------------------------------- | --------- |
| Belgium Albums Chart (Flanders)          | 74        |
| Dutch Albums Chart                       | 12        |
| French Albums Chart                      | 166       |
| UK Albums Chart                          | 16        |
| Hitliste (2009)                          | Placering |
| Dutch Albums Chart                       | 1         |
| UK Albums Chart                          | 158       |
| Hitliste (2010)                          | Placering |
| Dutch Albums Chart                       | 77        |
| UK Albums Chart                          | 85        |
| Hitliste (2011)                          | Placering |
| Australian Albums Chart                  | 11        |
| Dutch CombiAlbums Chart                  | 2         |
| French Albums Chart                      | 56        |
| German Albums Chart                      | 45        |
| Irish Albums Chart                       | 4         |
| New Zealand Albums Chart                 | 8         |
| Polish Albums Chart                      | 60        |
| Spanish Albums Chart                     | 38        |
| UK Albums Chart                          | 4         |
| US Billboard 200                         | 37        |
| Hitliste (2012)                          | Placering |
| Australian Albums Chart                  | 70        |
| Argentinian Albums Chart                 | 34        |
| Belgian Midprice Albums Chart (Flanders) | 1         |
| Belgian Midprice Albums Chart (Wallonia) | 1         |
| Dutch Albums Chart                       | 51        |
| French Albums Chart                      | 58        |
| German Albums Chart                      | 94        |
| Hungarian Albums Chart                   | 96        |
| Italian Albums Chart                     | 75        |
| New Zealand Albums Chart                 | 31        |
| Polish Albums Chart                      | 5         |
| Spanish Albums Chart                     | 19        |
| US Billboard 200                         | 16        |
| US Catalog Albums Chart                  | 1         |
| Hitliste (2013)                          | Placering |
| Belgian Midprice Albums Chart (Flanders) | 3         |
| Belgian Midprice Albums Chart (Wallonia) | 6         |
| US Billboard 200                         | 171       |
| Hitliste (2016)                          | Placering |
| Australian Albums Chart                  | 93        |
| Danish Albums Chart                      | 87        |
| US Billboard 200                         | 126       |